# Ray Barra
Raymond Martin Barallobre Ramirez, noto semplicemente come Ray Barra (San Francisco, 3 gennaio 1930 – Marbella, 26 marzo 2015) è stato un ballerino, direttore artistico, coreografo, maestro di balletto e répétiteur statunitense.

## Biografia
Ray Barra nacque a San Francisco e studiò danza classica al San Francisco Ballet School e alla School of American Ballet. Dal 1949 and 1953 danzò con la compagnia del San Francisco Ballet, mentre dal 1953 al 1959 fu solista dell'American Ballet Theatre. 
Nel 1959 si trasferì in Germania, dove fu promosso primo ballerino del balletto di Stoccarda. All'interno della compagnia inaugurò un proficuo sodalizio artistico con John Cranko, che lo volle come protagonista nelle prime delle sue versioni di Romeo e Giulietta, Il principe delle pagode e L'uccello di fuoco, danzando anche il ruolo eponimo nella prima mondiale di Onegin nel 1965. Inoltre, Barra danzò con successo anche coreografie di Kenneth MacMillan, ballando nel cast originale delle prime di Las Hermanas (1963) e Song of the Earth (1965).
Dopo che un infortunio lo costrinse al ritiro dalle scene nel 1966, Barra iniziò a lavorare come maestro di balletto prima alla Deutsche Oper Berlin e, dopo quattro anni, all'Oper Frankfurt e al Balletto di Amburgo. Dalla metà degli anni ottanta si trasferì in Spagna per svolgere le funzioni di direttore associato e coreografo della Compañía Nacional de Danza. Dal 1994 al 1996 fu direttore del balletto alla Deutsche Oper Berlin; in questi anni firmò anche le coreografie per le messe in scene della Bayerisches Staatsballett di Don Chisciotte (1991), Il lago dei cigni (1995) e Rajmonda (2001).
Era dichiaratamente gay. È morto nel 2025 all'età di 95 anni.